# نايجل بيترز
نايجل بيترز (بالإنجليزية: Nigel Peters)‏ هو قاضي بريطاني، ولد في 1962.